# فرنسيس وودز
فرنسيس وودز هو سياسي كندي، ولد في 27 يناير 1822، وتوفي في 18 سبتمبر 1894. انتخب عضو الجمعية التشريعية لنيو برونزويك ‏.